# Artale I Alagona
Artale I Alagona, conte di Mistretta (gennaio 1320 – Catania, 5 febbraio 1389), è stato un nobile, politico e militare italiano di origine aragonese.

## Biografia
Figlio primogenito di Blasco, conte di Mistretta, nel 1355, quando costui morì, gli succedette nel possesso della contea di Mistretta, delle terre di Butera, Naro e Delia, e degli altri feudi paterni, nella carica di Maestro Giustiziere del Regno.
Gli Alagona erano molto legati alla Casa d'Aragona e da questa loro fedeltà riuscirono ad ottenere diversi privilegi: il Conte di Mistretta fu dapprima balio del re Ludovico di Sicilia; a questi, morto nel 1355, succedette sul trono di Sicilia il fratello minore Federico IV, della cui unica figlia Maria Artale fu padrino di battesimo.
Gli Alagona furono la famiglia più influente a Catania e nella Sicilia orientale del XIV secolo. Nella città etnea era particolarmente potente: vi nominava i suoi ufficiali e vi amministrava a proprio uso le gabelle e le rendite civiche. Fu inoltre governatore nelle città di Calascibetta, Caltagirone, Castrogiovanni e Piazza.
Diverse furono le imprese militari da lui compiute, in cui combatté contro gli Angioini e i Chiaramonte: nel 1356, il governatore di Messina, Niccolò Cesareo, nemico di Enrico Rosso, conte di Aidone, uno dei signori "latini" avversi agli aragonesi, chiamò l'Alagona per combattervi contro, ma a seguito del tradimento fattogli dal Cesareo, quest'ultimo richiese rinforzi a Ludovico d'Angiò, che inviò il Maresciallo Niccolò Acciaiuoli. Le truppe, assistite dal mare da cinque galee angioine, saccheggiarono nuovamente il territorio di Aci, assediando il castello. Proseguirono in direzione di Catania cingendola d'assedio: ecco che l'Alagona uscì con la flotta e affrontò le galere angioine, affondandone due, requisendone una terza e mettendo in fuga le truppe nemiche. La battaglia navale, che si svolse il 27 maggio 1357 fra la borgata marinara di Ognina e il Castello di Aci, fu detta "lo Scacco di Ognina".
Nel 1358 assediò Lentini, Vizzini, Noto ed Avola, ma i suoi nemici vennero ad assalire Catania dalla parte di ponente con 400 armati, guidati da Manfredi Chiaramonte, conte di Modica, ribelle agli Aragonesi. La guerra si prolungò e solo nel 1359 Artale riuscì ad occupare la città e il 25 marzo 1360, grazie al tradimento di alcuni soldati, a prendere possesso del castello. Dopo quest'avvenimento, egli cercò con ogni mezzo di riportare la pace tra il baronaggio diviso: cedette la tutela del re a Francesco Ventimiglia, conte di Geraci, riportò alla fede regia i ribelli chiaramontani (1361) e promosse l'accordo di Enna (1362), che doveva impedire il rinascere delle lotte intestine; liberò infine Messina, assediata dagli angioini-napoletani, determinando così l'inizio della crisi dell'occupazione napoletana in Sicilia (1364).
Tra il 1360 ed il 1386, acquisì numerose terre e castelli, nonché molte rendite: riportò in Casa Alagona la baronia di Salemi e il possesso della terra e del castello di Aci; nel 1365, permutò la Contea di Mistretta con Paternò e Francavilla appartenenti alla Regia Curia, cedendo il titolo di Conte di Mistretta per assumere quello di Conte di Paternò, e nell'anno medesimo il Re Federico gli concesse la terra e il castello di Mineo, facente parte della Camera Reginale; restituì alla Curia, in cambio di beni feudali di egual valore, la terra di Naro e il castello del feudo o tenimento di Delia, che nel 1366 furono assegnati a Matteo Chiaramonte, conte di Modica; nel 1367 riottenne la Contea di Mistretta ed ebbe assegnata la terra di Calatabiano, confiscata al ribelle Manfredi Aurea, che successivamente permutò con Motta Sant'Anastasia posseduta dal Conte di Aidone; nel 1375 ebbe assegnati i proventi della gabella della buccheria di Messina.
Dopo la morte di Federico IV nel 1377, l'Alagona fu per volontà testamentaria del re defunto, tutore della figlia, la Regina Maria. Postosi alla guida della Fazione dei Catalani, con mossa intelligente cercò di salvare l'esistenza dello stato siciliano, col rendere partecipi al potere, nel 1378, gli esponenti maggiori del baronaggio. Ebbe così vita quel governo collettivo baronale che è comunemente detto dei "quattro vicari", formato dal Conte di Mistretta, da Francesco Ventimiglia, conte di Geraci, Manfredi Chiaramonte, conte di Modica e Nicola Peralta, conte di Caltabellotta. Ma l'espediente non sortì l'effetto desiderato, in quanto, in realtà, il governo del Regno rimase in mano dell'Alagona e del Chiaramonte, con il primo che dominò incontrastato nella Sicilia orientale.
Pur essendo di origine aragonese, e perciò capo della fazione catalana, come vicario intraprese una sua politica italiana: senza informare gli altri tre vicari del Regno, nel 1379 inviò suoi emissari a Milano e Pavia, da Bernabò e Gian Galeazzo Visconti con cui stipulò diversi patti, ed al secondo offrì in moglie la Regina Maria. Il progetto sembrava essersi realizzato, ma fallì quando avvenne il rapimento della giovanissima regina, che si trovava al Castello Ursino di Catania dove era stata rinchiusa dal Conte di Mistretta, da parte di Guglielmo Raimondo Moncada, marchese di Malta e Gozo, che approfittò dell'assenza dalla città dell'Alagona, recatosi a Messina per negoziare con gli ambasciatori viscontei.
Venuto a conoscenza dell'impresa compiuta dal Moncada, la sua reazione fu immediata e a capo di una sua milizia attaccò Augusta, dove la Regina Maria era stata portata; il Conte di Agosta riuscì a farla fuggire nuovamente dapprima a Licata, poi a Cagliari, in Sardegna, ed infine in Aragona, dove la consegnò al re Pietro IV. Il Moncada, che era uno dei più potenti baroni dell'isola, era stato escluso proprio da Artale I dal quadrumvirato che la governava, e ciò fu all'origine della loro inimicizia.
Nel 1382, l'Alagona conquistò la Contea di Agosta, che strappò al Moncada, assieme a tutti gli altri possessi feudali nell'isola. Tornato a Catania, assieme alla Repubblica di Genova, inviò propri emissari presso il papa Urbano VI per proporre un'alleanza in funzione antiaragonese.
Morì in Catania il 5 febbraio 1389, e fu sepolto nella Chiesa di Santa Maria di Nuovaluce, che lui stesso quando era in vita aveva donato ai frati dell'Ordine certosino.

### Matrimoni e discendenza
Artale I Alagona sposò in prime nozze Eleonora Lancia, figlia di Pietro, conte di Caltanissetta, in seconde nozze Agata Chiaramonte Ventimiglia, figlia di Matteo, conte di Modica, ed in terze nozze, Marchisia Abbate, figlia di Enrico, signore di Favignana.
Ebbe una sola figlia legittima, Maria, avuta dalla seconda moglie, e due figli naturali, Maciotta e Giovanni.
Alla sua morte lasciò un ingente patrimonio fatto di feudi e rendite, in gran parte pervenuto all'unica figlia legittima Maria, che ereditò fra gli altri, le Contee di Agosta di Paternò e le baronie di Aci, Gagliano, Mineo, Motta Sant'Anastasia e Mongialino. La carica di Maestro giustiziere fu ereditata dal fratello Manfredi, così come i governatorati su Calascibetta, Caltagirone, Castrogiovanni e Piazza; all'altro fratello Blasco lasciò la Contea di Mistretta e la signoria di Butera; ai fratelli Giacomo e Matteo lasciò, al primo i proventi della secrezia di Siracusa, al secondo i proventi della secrezia di Lentini.

### Personalità
Lo storico Isidoro La Lumia nella sua opera Studi di storia Siciliana del 1870, descrive l'Alagona come una personalità ambiziosa e violenta. Gli vengono attribuiti numerosi delitti ai danni dei suoi avversari, nonché una possibile responsabilità per i decessi dei re aragonesi Ludovico e Federico, rispetto ai quali alcune fonti sostengono la tesi dell'avvelenamento.